# Försäkringskassan
Försäkringskassan är en svensk statlig myndighet som ansvarar för stora delar av socialförsäkringen. Socialförsäkringen är en stor del av den offentliga tryggheten och är viktig för många människor, hushåll och samhället i stort. Försäkringen omfattar nästan alla som bor i Sverige. Totalt administrerar myndigheten ett 40-tal olika förmånsslag inom socialförsäkringen, och betalar ut mer än 1 miljard kronor per dag.
Försäkringskassans uppdrag är att:
- Utreda, besluta om och betala ut bidrag och ersättningar i socialförsäkringen.
- Samordna resurser för att hjälpa den som är sjukskriven att komma tillbaka till arbetslivet.

Varje år fattar Försäkringskassans 14000 medarbetare 21 miljoner beslut och gör 50 miljoner utbetalningar till ett värde som motsvarar en fjärdedel av statsbudgeten eller fem procent av Sveriges bruttonationalsprodukt (BNP). De totala utgifterna för de försäkringar och bidrag som administreras av Försäkringskassan utgjorde år 2018 cirka 225 miljarder kronor. 
Försäkringskassan är en av Sveriges största statliga myndigheter. Myndigheten tillkom 1 januari 2005 genom en sammanslagning av Riksförsäkringsverket och de allmänna länsförsäkringskassorna. Samtidigt upphörde Försäkringskasseförbundet.
Huvudkontoret ligger på LM Ericssons väg 30, Hägersten (i gamla byggnaden för LM Ericssons fabrik, Telefonplan). Huvuddelen av systemutveckling och drift är stationerad till Försäkringskassan IT i Sundsvall. Försäkringskassan tillhandahåller även säker IT-drift till andra svenska myndigheter. Försäkringskassan har kontor på cirka 65 orter i Sverige.
Myndigheten är från 1 oktober 2022 beredskapsmyndighet och sektorsansvarig myndighet för beredskapssektorn ekonomisk säkerhet.

## Ansvarsområden

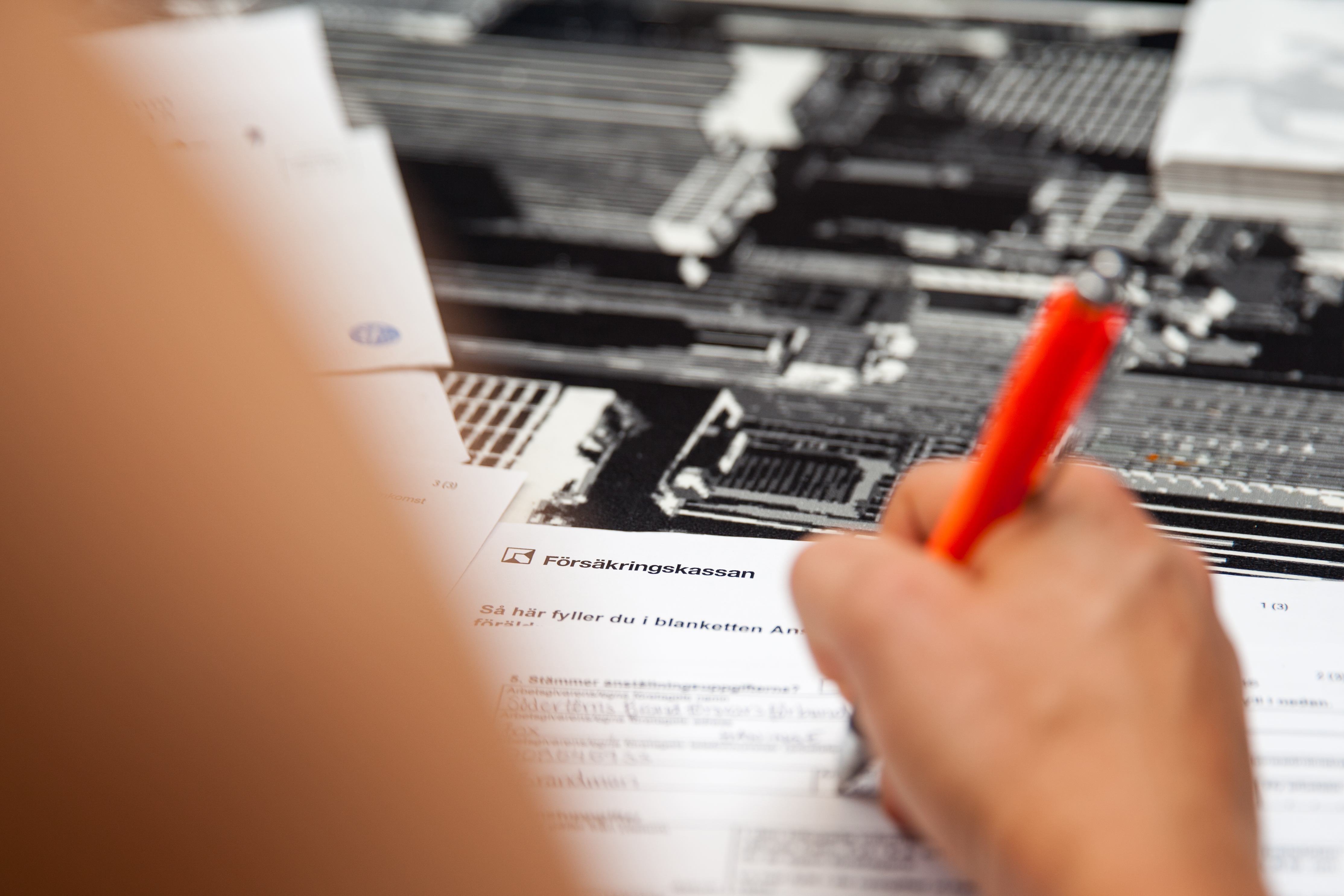
Någon fyller i pappersblanketter från Försäkringskassan.

I de delar av socialförsäkringen som Försäkringskassan administrerar ingår främst försäkringar och bidrag som betalas ut till barnfamiljer, till sjuka och till personer med funktionsnedsättning.  

### Ekonomisk trygghet för familjer och barn[6]
- Föräldrapenning
- Jämställdhetsbonus (upphörde 1 januari 2017)
- Tillfällig föräldrapenning (för vård av barn, i samband med barns födelse eller adoption, för kontaktdagar)
- Graviditetspenning
- Barnbidrag
- Omvårdnadsbidrag
- Underhållsstöd
- Bostadsbidrag
- Adoptionsbidrag
- Vårdbidrag

### Ekonomisk trygghet vid sjukdom och funktionsnedsättning[6]
- Sjukpenning
- Smittbärarpenning
- Rehabiliteringsersättningar
- Närståendepenning
- Bostadstillägg till personer med sjukersättning eller aktivitetsersättning
- Boendetillägg
- Ersättning för höga sjuklönekostnader
- Sjukvård i internationella förhållanden
- Arbetsskadeersättning
- Sjuk- och aktivitetsersättning
- Tandvårdsstöd
- Handikappersättning
- Assistansersättning
- Bilstöd
- Bidrag för hälso- och sjukvården
- Bidrag för sjukskrivningsprocessen
- Medicinsk service

### Övrigt
- Aktivitetsstöd och utvecklingsersättning
- Etableringsersättning

Myndigheten betalar ut Aktivitetsstöd och utvecklingsersättning som är en del av arbetsmarknadspolitiken. Man gör även utbetalningen av etableringsersättning till vissa nyanlända invandrare.Tidigare administrerade och utbetalade Försäkringskassan även inkomstpension, men från den 1 januari 2010 har ansvaret för denna tagits över av den nya Pensionsmyndigheten.

## Organisation

### Huvudkontor

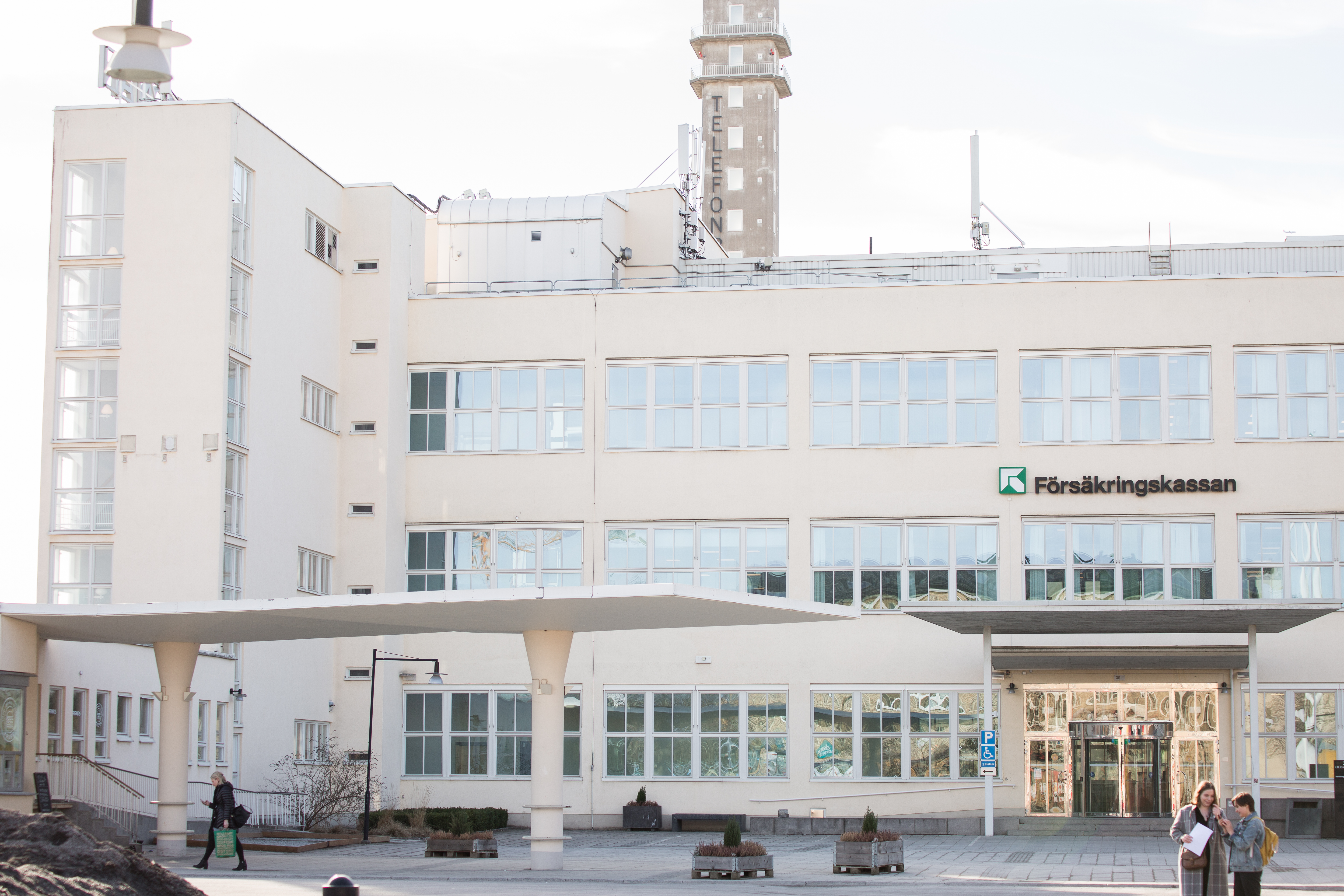
Försäkringskassans huvudkontor sedan 2014 i LM Ericssons tidigare fabrik.

Försäkringskassan hade tidigare sitt huvudkontor i en värdefull trettiotalsbyggnad vid Adolf Fredriks kyrka ritad av den Svenska arkitekten Sigurd Lewerentz. Byggnaden användes tidigare av de forna myndigheterna Riksförsäkringsanstalten och Riksförsäkringsverket. Under många år fanns huvudkontoret på Vasagatan 16, allmänt kallat Esselte-huset. En flyttning av huvudkontoret till gamla LM Ericssons fabrik, Telefonplan genomfördes årsskiftet 2013-14.

### Styrning
Försäkringskassans arbete styrs i första hand av socialförsäkringsbalken, men även av allmän förvaltnings- och försäkringslagstiftning, och andra lagar och förordningar som beslutats i Sveriges riksdag. Ansvarigt departement är Socialdepartementet och ansvarig minister är socialförsäkringsministern. Regeringen styr Försäkringskassan genom att utse styrelse, generaldirektör och överdirektör, besluta om olika förordningar för olika ärendesslag, fastställa myndighetens instruktion, samt genom regleringsbrev och den årliga budgeten.
Försäkringskassan är sedan 3 mars 2016 en styrelsemyndighet. Nils Öberg är sedan 3 juni 2019 generaldirektör för Försäkringskassan och Maria Rydbeck är överdirektör sedan 15 oktober 2018. Styrelseordförande är från januari 2021 läkaren Heidi Stensmyren.
Inspektionen för socialförsäkringen (ISF) är ansvarig tillsynsmyndighet.
Knutet till försäkringskassan finns ett allmänt ombud. Allmänna ombudet har möjlighet att överklaga Försäkringskassans beslut i förvaltningsdomstolarna. Denna möjlighet används för att komma till rätta med en oenhetlig rättstillämpning eller när det finns behov av prejudikat. Allmänna ombudet kan också klaga på felaktiga beslut. Det allmänna ombudet har en självständig ställning och utses av regeringen. Det allmänna ombudet överklagar inte på uppdrag av enskilda och kan klaga såväl till fördel som till nackdel för den enskilde.
Största fackförbund inom myndigheten är Fackförbundet ST. Ordförande för sektionen Fackförbundet ST inom Försäkringskassan är Thomas Åding. 

### Försäkringskassans författningssamling
Försäkringskassans författningssamling består av bindande föreskrifter (FKFS), allmänna råd (FKAR) och vägledningar. Även de som tidigare beslutats av Riksförsäkringsverket gäller efter Försäkringskassans inrättande. I rubriken till föreskrifter och allmänna råd (FKAR) som beslutats av Riksförsäkringsverket behålls det tidigare myndighetsnamnet. Allmänna råden är inte bindande. De är generella rekommendationer om tillämpningen av en bestämmelse och anger hur man kan eller bör handla i ett visst avseende.

## Historik

### Riksförsäkringsanstalten 1902–1961

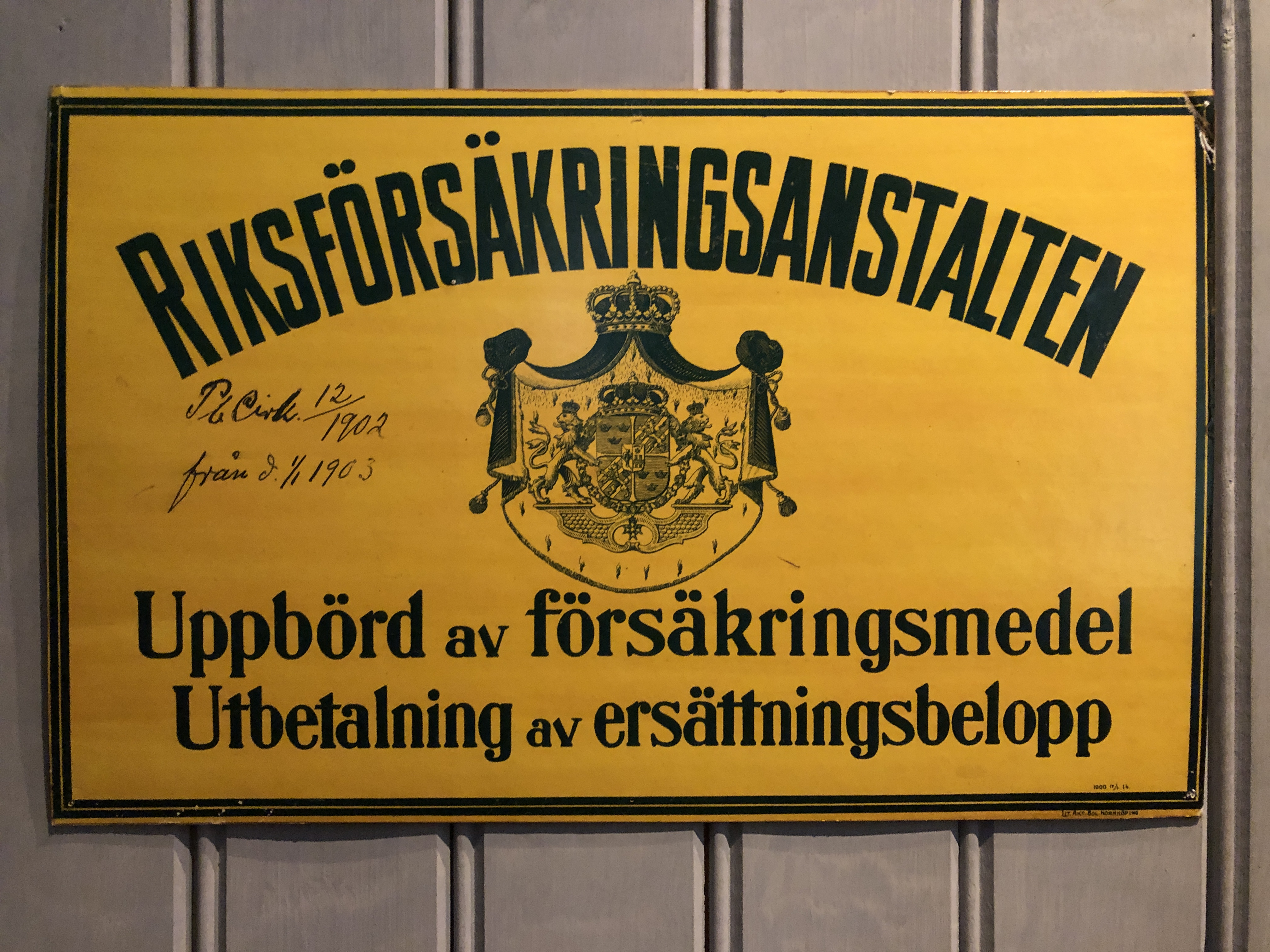
Skylt på Postmuseum.

Riksförsäkringsanstalten var en svensk statlig myndighet som inrättades år 1902, efter det att Lagen om ersättning vid olycksfall i arbetet antogs 1901. Precis som i de flesta andra länder så kan man säga att historien om socialförsäkringen i Sverige startade med ersättning vid arbetsskador. 1889 hade Sveriges första skyddslag, arbetarskyddslagen, antagits av riksdagen. Den gällde på de större industrierna. På den tiden var bara 2,7 procent av befolkningen försäkrade av sjukkassorna. Sjukkassorna var föreningar där människor, oftast inom samma yrke, betalade in en avgift för att få ett skydd om de blev sjuka. De första sjukkassorna i Sverige bildades under 1700-talet.
Överdirektör och chef
- 1902–1916: Johan May

Generaldirektörer och chefer
- 1916–1927: Johan May
- 1927–1930  (tillförordnad 1927–1928): Karl Levinson
- 1930–1934: Sigurd Ribbing
- 1934–1945: Sam Larsson
- 1945–1948: David Östrand
- 1948–1961: Åke Natt och Dag

### Riksförsäkringsverket 1961–2005
Riksförsäkringsverket (RFV) inrättades 1961 och ersatte då de tidigare myndigheterna Pensionsstyrelsen och Riksförsäkringsanstalten. Riksförsäkringsverkets uppgift var att fördela anslagen till de lokala försäkringskassorna men också att se till att socialförsäkringen fungerade som det var tänkt och att kunderna behandlades lika oavsett var de bodde. På den tiden fanns det 630 lokala sjukkassor.
Generaldirektörer och chefer
- 1961–1964: Åke Natt och Dag
- 1964–1969 (tillförordnad, 1961–1964): Rolf Broberg
- 1969–1981: Lars-Åke Åström
- 1981–1996: Karl Gustaf Scherman
- 1996–2004: Anna Hedborg
- 2004 (tillförordnad): Adriana Lender

### Försäkringskassan 2005–
Riksförsäkringsverket upphörde den 31 december 2004, då myndigheten Försäkringskassan bildades. Riksförsäkringsverket slogs ihop med de 21 länsförsäkringskassorna. Sammanslagningen gjordes för att det skulle bli mer lika i hela landet, stärka rättssäkerheten och korta ner handläggningstiderna. För att uppnå detta, planerades en ny organisation.
Försäkringskassan satsade mycket på att utveckla sina e-tjänster under 2010-talet. Nästan alla som ansöker om föräldrapenning (99% 2018) och tillfällig föräldrapenning (98% 2018) gör det numera via e-tjänster. (Källa ÅR 2018 sid 64 resp sid 69). Försäkringskassan.se har fått pris för bästa myndighetssajt vid flera tillfällen, senast 2019 och även 2016. 
Under 2015 dömdes 34 individer vid ett assistansbolag för funktionshindrade i både tingsrätt och hovrätt för bedrägerier omfattande 30 miljoner mot Försäkringskassan. Försäkringskassan tilldömdes ett skadestånd på 31 miljoner.
Generaldirektörer och chefer
- 2005–2008: Curt Malmborg
- 2009–2011: Adriana Lender
- 2011–2014: Dan Eliasson
- 2015–2015: Ann Persson Grivas (vikarierande)
- 2015–2018: Ann-Marie Begler
- 2018–2019: tf. Maria Hemström-Hemmingsson
- 2019–: Nils Öberg

## Kontroverser
Under 2008 och 2009 kritiserades Försäkringskassans försök att införa en ny IT-plattform, baserad på ett affärssystem från SAP, som skulle levereras av konsultföretagen Logica och Accenture. Projektet riskerade att kosta närmare 10 miljarder kronor och avbröts i förtid. En bråkdel av projektets mål kunde uppnås. Skenande kostnader och kraftiga förseningar gjorde att projektet lades ner. Myndighetens generaldirektör byttes ut år 2010 och myndigheten ersatte 80 konsulter med egen nyanställd personal.
31 augusti 2014 avslöjade Dagens Nyheter att personal från Försäkringskassan har redigerat en wikipediaartikel kopplad till myndigheten och försökt ta bort kritik.
År 2015 dömdes en person i myndighetens ledning för brott mot yttrandefrihetsgrundlagen för att ha försökt efterforska vilka källor bland myndighetens anställda som Expressen hade använt sig vid sina publiceringar kring Dan Eliassons radering av myndighetens internmejlarkiv.

### Enskilda som drabbas av stränga bedömningar
Efter en tids minskning började sjukpenningtalet att snabbt öka år 2010, från 5,7 sjukskrivna dagar per år och försäkrad till en topp på 10,8 dagar år 2016. Inför att den så kallade stupstocken skulle tas bort 2016 (en bortre gräns i försäkringen på 2,5 år som hade införts av Regeringen Reinfeldt) gjordes en prognos att sjukpenningtalet skulle öka till 13 dagar år 2020. Regeringen Löfven I och socialförsäkringsminister Annika Strandhäll formulerade därför 2015 ett mål om att sänka sjukpenningtalet till 9,0 dagar vid december 2020. Därefter har sjukpenningtalet långsamt sjunkit till 9,3 dagar i december 2020.
Som en konsekvens av målet började medier under 2017 och 2018 att uppmärksamma allt fler fall av enskilda som fick avslag på tidigare beviljad sjukförsäkring, trots att lagar inte hade förändrats. Dessutom blev ett ökande antal barn av med assistansersättning och vuxna förlorade sin sjukersättning efter myndighetens snäva tolkning av direktiv och vägledande domar. Många fick vänta länge på beslut om omprövning. Uppgifter framkom om att det förekom att handläggare som gjorde flest avslag premierades med högre lön. Efter kritiken beslutade regeringen i april 2018 att Ann-Marie Begler skulle få sluta sin tjänst som generaldirektör, några månader innan valet. Begler hade emellertid högt anseende på myndigheten, och flera anställda protesterade mot beslutet eftersom sjuktalen under Beglers tid hade sjunkit och närmat sig regeringens mål.
Kritiken fortsatte dock. Media rapporterade om hur rekordmånga tvingades betala tillbaka bostadsbidrag under 2018, och kunde få besked om detta upp till två år efter att de hade sökt, och därmed kunde hamna i skuld. År 2018 och 2019 förlorade ett ökande antal funktionshindrade unga vuxna i åldrarna 19 till 29 år sin aktivitetsersättning från Försäkringskassan, och många av dem har därefter levt på försörjningsstöd eller förlorat all försörjning. Redan i november 2017 slog anställda vid Försäkringskassan själva larm i en skrivelse till regeringen om att regelverket slog orimligt hårt, exempelvis mot funktionsnedsatta, och föreslog att begreppet "arbetsförmåga" skulle bytas ut. Domar från november 2018 och oktober 2019 visar att Försäkringskassan har gjort fel i de fall när man har betraktat daglig verksamhet enligt LSS som bevis på att personen har arbetsförmåga och kan försörja sig, och när myndigheten inte har gjort en rimlighetsbedömning av om det är möjligt att hitta en arbetsgivare som är villig att betala för ett anpassat och subventionerat arbete. I många fall har Försäkringskassan inte lotsat de funktionshindrade vidare till hjälp från andra myndigheter, något som Försäkringskassan har fått ett regeringsuppdrag år 2019 att åtgärda.

## Försäkringskassans uppgifter i krig
Försäkringskassan har en central roll i Sveriges totalförsvar och ansvarar för att säkerställa att samhällets utbetalningar fungerar vid kriser, höjd beredskap och krig. Myndighetens uppgifter i sådana situationer inkluderar:
Sektorsansvar för ekonomisk säkerhet: Försäkringskassan är sektorsansvarig myndighet för ekonomisk säkerhet, vilket innebär att myndigheten ska se till att samhällets utbetalningar fungerar vid fredstida kriser, höjd beredskap och krig. Detta omfattar bland annat utbetalning av barnbidrag, föräldrapenning, sjukpenning och pension.
Upprätthållande av socialförsäkringssystemet: Under krig eller höjd beredskap är det avgörande att socialförsäkringssystemet fungerar effektivt för att ge ekonomisk trygghet till individer som är sjuka, arbetslösa eller pensionerade. Försäkringskassan arbetar för att säkerställa att dessa utbetalningar fortsätter utan avbrott, även under extraordinära förhållanden.
Anpassning av arbetsrättsliga förhållanden: För att underlätta för samhällsviktiga verksamheter under krig eller krigsfara föreslår Försäkringskassan att vissa arbetsrättsliga bestämmelser, såsom medbestämmandelagen och anställningsskyddslagen, bör suspenderas. Detta syftar till att ge arbetsgivare större flexibilitet att anpassa arbetskraften efter totalförsvarets behov.
Samverkan med andra myndigheter: Försäkringskassan samarbetar med andra myndigheter för att säkerställa att samhällsviktiga funktioner, inklusive ekonomiska stödåtgärder, upprätthålls under kriser. Detta inkluderar samarbete med Pensionsmyndigheten för utbetalning av pensioner och med Arbetsförmedlingen för att hantera arbetslöshetsersättning.
Genom dessa åtgärder bidrar Försäkringskassan till att upprätthålla ekonomisk trygghet och stabilitet i samhället under krig eller höjd beredskap.

## Motsvarigheter i andra länder
- Finland: Folkpensionsanstalten (FPA) som sköter om den sociala grundtryggheten för alla som bor i Finland.[44]
- Norge: NAV (Arbeids- og velferdsforvaltningen) som består av den statliga Arbeids- og velferdsetaten och de delarna av kommunernas sosialtjenester som ingår lokalkontoren.[45]
- Danmark: Pensionsstyrelsen som ansvarar för utbetalning av pensioner, föräldrapenning, barnbidrag med mera.[46]